# Robert Towne
Robert Towne, właśc. Robert Bertram Schwartz (ur. 23 listopada 1934 w Los Angeles, zm. 1 lipca 2024 tamże) – amerykański scenarzysta i reżyser filmowy. Laureat Oscara za najlepszy scenariusz oryginalny do filmu Chinatown (1974) Romana Polańskiego.

## Filmografia

### scenarzysta
- Chinatown (1974)
- Szampon (1975)
- Maratończyk (1976)
- Greystoke: Legenda Tarzana, władcy małp (1984)
- Mission: Impossible  (1996)
- Mission: Impossible II (2000)